# Sarah Wright
Pour les articles homonymes, voir Wright.
Sarah Fay Wright, née le 28 septembre 1983 à Louisville, est une actrice américaine. Elle a incarné Paige Chase dans la sitcom Les Quintuplés et Lizzy dans la sitcom The Loop. Elle a également joué le rôle récurrent de Jane dans la série The CW Sept à la maison.

## Biographie
Sarah est née le 28 septembre 1983 à Louisville, Kentucky.
Elle a un frère, Samuel Wright.

### Vie privée
Le 23 juin 2012, elle épouse Eric Christian Olsen, son compagnon depuis sept ans. Ils ont trois enfants : Wyatt Oliver Olsen Wright né le 16 août 2013, Esmé Olivia Olsen Wright née le 9 août 2016 et Winter Story Olsen née le 15 septembre 2020.
Elle a co-fondé, avec l'actrice australienne Teresa Palmer, le site Your Zen Mama et ensemble elles ont écrit le livre Zen Mamas : Finding Your Path Through Pregnancy, Birth and Beyond.
Elle est également cofondatrice de bāeo, une marque de « soins à base de plantes avec des ingrédients biologiques pour nettoyer, hydrater et protéger les peaux les plus délicates », avec Anna Schafer et Sara Beyene Geittmann.

## Filmographie

### Cinéma

#### Longs métrages
- 1998 : Enchanted de John Ward : la copine de David au lycée.
- 2007 : X's & O's de Kedar Korde : Jane.
- 2008 : Super blonde (The House Bunny) de Fred Wolf : Ashley.
- 2008 : Surfer, Dude de S.R. Bindler : Stacey.
- 2008 : Le Témoin amoureux (Made of Honor) de Paul Weiland : la blonde sexy.
- 2008 : Wieners de Mark Steilen : Lavande.
- 2012 : Celeste and Jesse Forever de Lee Toland Krieger : Tera.
- 2012 : Touchback de Don Handfield : Jenny.
- 2013 : 21 and Over de Jon Lucas et Scott Moore : Nicole[10].
- 2014 : Blackout total (Walk of Shame) de Steven Brill : Denise.
- 2017 : Barry Seal : American Traffic (American Made) de Doug Liman : Lucy Seal.
- 2019 : The Place of No Words de Mark Webber : Sarah.

#### Court métrage
- 2008 : Streak de Demi Moore : Ashley.

### Télévision

#### Séries télévisées
- 2004 - 2005 : Les Quintuplés (Quintuplets) : Paige Chase.
- 2005 : Les Experts : Miami (CSI : Miami) : Sara Jennings.
- 2005 : Malcolm (Malcolm in the Middle) : Vicki.
- 2006 : The Loop : Lizzy.
- 2006 - 2007 : Sept à la maison (7th Heaven) : Jane.
- 2008 : Mad Men : Susie.
- 2009 : How I Met Your Mother : Claire.
- 2009 : Parents par accident (Accidentally on Purpose) : Sasha.
- 2010 : The Middle : Kasey.
- 2010 : True Love : Tiffany.
- 2011 : Mad Love : Tiffany Haines.
- 2012 : Happy Endings : Nikki.
- 2012 - 2013 : Parks and Recreation : Millicent Gergich.
- 2013 : Don't Trust the B---- in Apartment 23 : Trish Osborne.
- 2013 : Hello Ladies : Courtney.
- 2013 : Men at Work : Molly.
- 2014 : Mixology : Lauren.
- 2014 : Marry Me : Dennah.
- 2020 : Spinning Out : Mandy Davis.
- 2021 : Home Economics : Jessica.

#### Téléfilms
- 2006 : Au-delà des limites (All You've Got) de Neema Barnette : Lauren McDonald.
- 2012 : Happy Valley d'Adam Shankman : Agnes Little.